# Michal Sedlecký
Michal Sedlecký (12 aprile 1979) è un pentatleta ceco.

## Palmarès
In carriera ha conseguito i seguenti risultati:
- Mondiali:

San Francisco 2002: oro nell'individuale e argento nella gara a squadre.
Pesaro 2003: bronzo nella gara a squadre.
Mosca 2004: argento nella gara a squadre.
Varsavia 2005: argento nella gara a squadre.
Città del Guatemala 2006: bronzo nella gara a squadre.
- Europei

Usti nad Labem 2002: bronzo nella gara a squadre.
Usti nad Labem 2003: bronzo nella gara a squadre.
Albena 2004: argento nella gara a squadre.
Sofia 2012: bronzo nella gara a squadre.
Drzonów 2013: oro nella staffetta.